# Germaria
Germaria (лат.) — род тахин подсемейства Tachininae. Единственный представитель трибы Germariini. Назван в честь Эрнста Фридриха Гермара.

## Описание
Длина тела от 6,5 до 13 мм. Мухи с голыми глазами и широким лбом. Третий членик усиков в два раза длиннее второго. Ариста без волосков утолщённая. Переднеспинка голая. Задневентральная и передневентральная щетинки около вершины голеней задних ног почти равны по длине. Поперечная жилка dm-cu слегка скошена. Медиальная жилка изогнута, доходит до края крыла. Грудная щетинка крыла сверху голая. Вдавление на синтергите (слившиеся первый и второй тергит) брюшка достигает его заднего края.

## Биология
Личинки паразитируют в гусеницах бабочек стеклянниц.

## Классификация
В состав рода включают 15 видов.
- Germaria angustata (Zetterstedt, 1844)
- Germaria barbara Mesnil, 1963
- Germaria caelestis Ziegler, 2015
- Germaria erecta Ziegler, 2010
- Germaria expectata Ziegler, 2015
- Germaria graeca (Brauer & Bergenstamm, 1889)
- Germaria hermonensis Kugler, 1980
- Germaria hispanica Mesnil, 1963
- Germaria neglecta Ziegler, 2010
- Germaria nudinerva (Mesnil, 1963)
- Germaria obscuripennis Tschorsnig, 2000
- Germaria ruficeps (Fallén, 1820)
- Germaria sesiophaga Richter, 1987
- Germaria vicina Mesnil, 1963
- Germaria violaceiventris Enderlein, 1934

## Распространение
Представители рода встречаются преимущественно в Палеарктике. Единственный вид (Germaria angustata, широко распространённый в Евразии) обнаружен также в Канаде (Юкон).